# Gibbobruchus cristicollis
Gibbobruchus cristicollis är en skalbaggsart som först beskrevs av Sharp 1885.  Gibbobruchus cristicollis ingår i släktet Gibbobruchus och familjen bladbaggar. Inga underarter finns listade i Catalogue of Life.